# Ngatau (rivière)
La rivière Ngatau  (en anglais : Ngatau River) est un cours d’eau de la région de la West Coast et  celle d’Otago dans l’Île du Sud de la Nouvelle-Zélande.

## Géographie
Elle s’écoule vers le nord-ouest de sa source dans les Alpes du Sud pour rejoindre le fleuve Okuru à 20 km au sud-ouest de la ville de Haast. La longueur entière de la rivière est située dans le Parc national du mont Aspiring